# Tosteberga ängar
Tosteberga ängar är ett naturreservat i Kristianstads kommun. Det ligger på en udde längs den flacka havskusten mot Hanöbukten mellan Tosteberga och Nymölla med omfattande betesmarker.
Ängarna består av härliga strövområden med fina strandängar, i ett mosaiklandskap där öppna örtrika gräsytor växlar med hassel- och nyponsnår. Här finns en artrik flora med sällsynta växter och rikt fågelliv. Tosteberga ängar utsågs till ett naturreservat år 1963 av länsstyrelsen i Kristianstads län.